# Buhler (Kansas)
Buhler é uma cidade localizada no estado americano de Kansas, no Condado de Reno.

## Demografia
Segundo o censo americano de 2000, a sua população era de 1358 habitantes. 
Em 2006, foi estimada uma população de 1340, um decréscimo de 18 (-1.3%).

## Geografia
De acordo com o United States Census Bureau tem uma área de 
1,5 km², dos quais 1,5 km² cobertos por terra e 0,0 km² cobertos por água. Buhler localiza-se a aproximadamente 452 m acima do nível do mar.

## Localidades na vizinhança
O diagrama seguinte representa as localidades num raio de 20 km ao redor de Buhler. 